# Lobatus gallus
El caracol gallo (Lobatus gallus) es un molusco gasterópodo de la familia Strombidae. Anteriormente era conocido con el nombre de Strombus gallus, con el cual fue descrito originalmente por Linnaeus. Es una especie marina de gasterópodo.

## Clasificación y descripción
La especie de Lobatus gallus es un gasterópodo cuya concha puede llegar a medir hasta 197 mm de longitud total. La concha es de color blanco con manchas marrón rojizo y anaranjado. La abertura es de color salmón. Pese al tamaño, la concha no es muy gruesa. Presenta un labio externo con una proyección alargada y delgada hacía la parte apical de la concha, la cual está doblada sobre sí misma.

## Distribución
El gasterópodo Lobatus gallus se distribuye desde Bermuda y Florida hasta Brasil, incluyendo el Caribe.

## Hábitat
La especie L. gallus se puede localizar en ambientes con arena y en zonas someras vegetadas por Thalassia.

## Estado de conservación
No se encuentra en ninguna categoría de protección, ni en la Lista Roja de la IUCN (International Union for Conservation of Nature) ni en CITES (Convención sobre el Comercio Internacional de Especies Amenazadas de Fauna y Flora Silvestres).